# Torben Grimmel
Torben Risgaard Grimmel (født 23. november 1975 i Odder) er en dansk tidligere sportsskytte og nuværende sportschef for det danske bueskydningslandshold. Grimmel deltog som skytte i fem olympiske lege, hvor hans bedste resultat blev en sølvmedalje i 60 skud liggende ved OL i Sydney 2000. 
Grimmel begyndte at skyde som fjortenårig og kom med til junior-EM i 1992, hvor han opnåede en femteplads. To år senere vandt han guld ved junior-EM, en bedrift han gentog året efter. På blandt andet den baggrund blev han udtaget til OL i 1996, hvor han dog måtte nøjes med en 39. plads. Året efter vandt han medalje i tre World Cup-stævner samt bronze ved EM. Ved OL i Sydney skød Grimmel i indledende runde 597 af 600 mulige point, hvilket gav en delt tredjeplads og en plads blandt de otte, der gik i finalen. Her opnåede han 700,4 point, 0,9 point efter den svenske vinder, Jonas Edman, og blot 0,1 point foran hviderusseren Sergej Martynov.
Efter OL-sølvet i Sydney er det blandt andet blevet til guld ved World Cup i Milano i 2003, en tiendeplads ved OL i Athen 2004 samt flere medaljer ved World Cup-stævner. I 2016 vandt Grimmel World Cup i Bangkok og kvalificerede sig derved til OL i Rio 2016. Han skød for klubben DSB/ASF i Aarhus.
27. oktober 2017 vandt Grimmel sin sidste World Cup i New Delhi og satte ny verdensrekord med 250,6 point.
Torben Grimmel er bosiddende i Mørke.